# Gennaro Sorrentino
Gennaro Sorrentino (Napoli, 19 settembre 1985) è un cestista italiano.

## Carriera
Inizia a giocare a pallacanestro sin da piccolissimo, mettendosi in mostra nei campionati regionali campani, che gli valgono poi la chiamata del settore giovanile della Fortitudo Bologna a 15 anni.
Trasferitosi in terra emiliana Gennaro gioca fino ai 18 anni con la Fortitudo, esordendo anche in serie A, prima di trasferirsi in serie B d’Eccellenza ad Ozzano nel 2003. Nella stagione 2003-2004 veste la maglia dell’altra squadra bolognese, la Virtus, militante in Legadue.
Successivamente inizia il suo lungo peregrinare in giro per l’Italia che lo porta, nel 2004-2006 in terra toscana dove vestirà la maglia del Basket Cecina, prima di tornare a casa quando, nel 2006-2008, firma per l’Igea Sant’Antimo sempre in serie B d’Eccellenza con cui realizza la sua stagione migliore dal punto di vista realizzativo con 16.3 punti di media a partita. Dopo l’esperienza in terra campana torna in Emilia-Romagna, questa volta per vestire la maglia dell’Andrea Costa Imola in Legadue, per poi tornare (nel 2009-2010) ad indossare la casacca della Fortitudo Bologna in Serie B1, con cui ottiene una clamorosa promozione in A2 vincendo di 1 punto (segnato da Matteo Malaventura all’ultimo secondo) la finalissima contro Forlì.
La stagione successiva è di nuovo tempo di lasciare la sua Bologna per trasferirsi in Sicilia tra le file del Barcellona Pozzo di Gotto, ancora in Legadue, per poi disputare due stagioni (2011-13) con la maglia dello Scafati Basket, sempre nella seconda serie nazionale.
Anche nel 2013-14 resta al sud, firmando un annuale con la gloriosa Viola Reggio Calabria, per poi osservare qualche mese di pausa e tornare a Bologna, ancora sponda Fortitudo, dove giocherà fino al 2016. L’anno successivo è la volta del trasferimento nelle Marche per giocare con il Recanati Basket, prima di tornare a Napoli e disputare 13 partite con la maglia della sua città. Le ultime esperienze nelle categorie nazionali le fa prima a Salerno (11 partite nel 2018), poi a Cassino (17 partite nel 2019), poi sigla un contratto con la PSA Sant’Antimo nella stagione interrotta per il covid e infine sigla un contratto con Pavia con cui disputa le ultime 20 partite in una delle prime tre categorie nazionali.
Nel 2022 arriva la decisione di lasciare il basket giocato, salvo poi tornare in campo per indossare la maglia della CMP Global Basket Bologna in serie C, società per cui gioca una stagione fino a diventarne (nel 2023-24) dirigente.
Dal 2023 insegna Scienze Motorie negli Istituti di Scuola Secondaria di Secondo Grado.